# Finale della Coppa dei Campioni 1979-1980
La finale della 25ª edizione di Coppa dei Campioni si disputò il 28 maggio 1980 presso lo Stadio Santiago Bernabéu di Madrid tra gli inglesi del Nottingham Forest e i tedeschi occidentali dell'Amburgo. All'incontro assistettero circa 51 000 spettatori. Il match, arbitrato dal portoghese António Garrido, vide la vittoria per 1-0 della squadra britannica.

## Le squadre
| Squadre           | Partecipazioni precedenti (il grassetto indica la vittoria) |
| ----------------- | ----------------------------------------------------------- |
| Nottingham Forest | 1 (1979)                                                    |
| Amburgo           | Nessuna                                                     |

## Il cammino verso la finale
Il Nottingham Forest di Brian Clough, campione in carica, affrontò al primo turno gli svedesi dell'Öster, avendo la meglio con un risultato aggregato di 3-1. Agli ottavi di finale gli inglesi affrontarono e sconfissero i campioni di Romania dell'Argeș Pitești con un risultato complessivo di 4-1. Ai quarti, i tedeschi orientali della BFC Dynamo vinsero a sorpresa per 1-0 al City Ground, ma nella gara di ritorno al Friedrich-Ludwig-Jahn-Sportpark i Garibaldi Reds ribaltarono il risultato vincendo per tre reti a una. In semifinale l'Ajax, autore di 30 gol finora, venne sconfitto con un secco 2-0 a Nottingham, che rese ininfluente la vittoria per 1-0 all'Olympisch Stadion di Amsterdam. Il Forest giunse così alla sua seconda finale consecutiva.
L'Amburgo di Branko Zebec, guidato dal Pallone d'Oro in carica Kevin Keegan, iniziò il cammino europeo contro gli islandesi del Valur, superati agilmente con un risultato complessivo di 5-1. Agli ottavi di finale i sovietici della Dinamo Tbilisi, che avevano sorprendentemente eliminato il Liverpool, furono sconfitti con un 6-3 tra andata e ritorno. Ai quarti l'Hajduk Spalato mise piuttosto in difficoltà i tedeschi, i quali vinsero l'andata al Volksparkstadion per 1-0, ma persero 3-2 in Jugoslavia superando il turno solo grazie alla regola dei gol fuori casa. In semifinale il Real Madrid campione di Spagna batté l'Amburgo nella gara d'andata per due reti a zero, pregustando la finale da giocare in casa; tuttavia il match di ritorno fu un assedio degli anseatici nella porta dei madrileni che terminò 5-1. L'Amburgo raggiunse per la prima volta nella sua storia la finale di Coppa dei Campioni.

## La partita
A Madrid le due compagini si presentano prive dei loro due maggiori finalizzatori, da una parte nel Nottingham c'è l'assenza di Trevor Francis che si è rotto il tendine d'achille, mentre nell'Amburgo l'acciaccato Horst Hrubesch sta in panchina per tutto il primo tempo. Il match non è bello, complice soprattutto la strategia di Brian Clough di impostare una gara d'attesa, per imbrigliare le manovre dei teutonici. D'altro canto l'allenatore dell'Amburgo, Zebec, schiera Kevin Keegan fuori ruolo e l'asso inglese non riesce a dara il suo contributo al meglio. La partita comunque si sblocca già al ventesimo minuto, con un'azione corale partita da Larry Lloyd, passata per Garry Birtles che serve John Robertson, per il gol che decide l'incontro.

## Tabellino
| Arbitro: | António Garrido |

|               |           |  |
| Robertson 20’ | Marcatori |  |

| Nottingham Forest | Amburgo |

Formazioni:
| Nottingham Forest |    |                |     |
|                   |    |                |     |
| P                 | 1  | Peter Shilton  |     |
| D                 | 2  | Viv Anderson   |     |
| D                 | 3  | Frank Gray     | 78’ |
| C                 | 4  | John McGovern  |     |
| D                 | 5  | Larry Lloyd    |     |
| D                 | 6  | Kenny Burns    | 21’ |
| C                 | 7  | Martin O'Neill |     |
| C                 | 8  | Ian Bowyer     |     |
| A                 | 9  | Garry Birtles  |     |
| C                 | 10 | Gary Mills     | 67’ |
| C                 | 11 | John Robertson |     |
| Sostituzioni:     |    |                |     |
| C                 | 12 | John O'Hare    | 67’ |
| C                 | 15 | Bryn Gunn      | 78’ |
| Allenatore:       |    |                |     |
| Brian Clough      |    |                |     |

| Amburgo       |    |                   |     |
|               |    |                   |     |
| P             | 1  | Rudolf Kargus     |     |
| D             | 2  | Manfred Kaltz     |     |
| D             | 3  | Peter Nogly       | 72’ |
| D             | 4  | Ditmar Jakobs     |     |
| D             | 5  | Ivan Buljan       |     |
| C             | 6  | Holger Hieronymus | 46’ |
| A             | 7  | Kevin Keegan      |     |
| D             | 8  | Caspar Memering   |     |
| A             | 9  | Jürgen Milewski   |     |
| C             | 10 | Felix Magath      |     |
| A             | 11 | Willi Reimann     |     |
| Sostituzioni: |    |                   |     |
| A             | 14 | Horst Hrubesch    | 46’ |
| Allenatore:   |    |                   |     |
| Branko Zebec  |    |                   |     |